# Dominik Uher
Dominik Uher (* 31. prosince 1992, Frýdek-Místek) je český hokejový útočník.

## Hráčská kariéra
Dominik Uher začínal s hokejem ve Frýdku-Místku, jeho otec Libor Uher přihlásil Dominika když mu byli tři roky. Ve Frýdku-Místku hrával za mládež do roku 2009, za dorostence a juniorku nastupoval za HC Oceláři Třinec, který hrál nejvyšší soutěž. V šestnácti letech odešel do zámoří, byl vybrán v létě 2009 Import Draftem CHL týmem Spokane Chiefs v prvním kole z celkového 47. místa. Po draftu se připojil k juniorskému týmu Spokane Chiefs, který hrával juniorskou soutěž Western Hockey League. Ve Spokane Chiefs strávil tři roky (2009-2012), během tohoto působení byl povolán do české reprezentace k mistrovství světa do 18 let a mistrovství světa juniorů. V létě 2011 byl draftován do NHL v pátém kole ze 144. místa týmem Pittsburgh Penguins. Do organizace Pittsburgh Penguins se připojil v roce 2012, do základní sestavy Pittsburghu se nevešel a byl poslán na jejich farmu do Wilkes-Barre/Scranton Penguins. Do NHL nakouknul až v sezoně 2014/2015, několik hráčů dostalo příušnice a kanadský trenér Pittsburghu Mike Johnston povolal Dominika Uhera na dva zápasy proti Tampa Bay Lightning a New Jersey Devils. Po vypršení kontraktu s Pittsburghem v roce 2016 se rozhodl pro návrat do Česka, dohodl se na smlouvě s pražskou Spartou,  ve které strávil dvě sezony. Ve Spartě Praha strávil dva roky, poté odešel do německého klubu Fischtown Pinguins. V sezoně 2023/24 dosáhl s týmem historického úspěchu, ve kterém dokráčeli až do finále playoff.

## Prvenství

### NHL
- Debut – 23. prosince 2014 (Tampa Bay Lightning proti Pittsburgh Penguins)

### ČHL
- Debut – 9. září 2016 (HC Vítkovice Ridera proti HC Sparta Praha)
- První asistence – 11. září 2016 (HC Dynamo Pardubice proti HC Sparta Praha)
- První gól – 7. října 2016 (HC Sparta Praha proti BK Mladá Boleslav, finskému brankáři Tuomas Tarkki)

## Klubová statistika
| Sezóna       | Klub                           | Soutěž       |    | Základní část | Základní část | Základní část | Základní část | Základní část |   | Play off | Play off | Play off | Play off | Play off |
| Sezóna       | Klub                           | Soutěž       | Z  | G             | A             | B             | TM            | Z             | G | A        | B        | TM       |          |          |
| 2009–10      | Spokane Chiefs                 | WHL          | 53 | 4             | 12            | 16            | 45            | 6             | 0 | 0        | 0        | 2        |          |          |
| 2010–11      | Spokane Chiefs                 | WHL          | 65 | 21            | 39            | 60            | 60            | 17            | 2 | 9        | 11       | 18       |          |          |
| 2011–12      | Spokane Chiefs                 | WHL          | 63 | 33            | 35            | 68            | 60            | 13            | 5 | 4        | 9        | 6        |          |          |
| 2012–13      | Wheeling Nailers               | ECHL         | 3  | 0             | 1             | 1             | 0             | —             | — | —        | —        | —        |          |          |
| 2012–13      | Wilkes-Barre/Scranton Penguins | AHL          | 53 | 4             | 3             | 7             | 61            | 8             | 0 | 3        | 3        | 4        |          |          |
| 2013–14      | Wilkes-Barre/Scranton Penguins | AHL          | 68 | 7             | 16            | 23            | 66            | 12            | 1 | 0        | 1        | 4        |          |          |
| 2014–15      | Wilkes-Barre/Scranton Penguins | AHL          | 72 | 13            | 13            | 26            | 60            | 8             | 2 | 2        | 4        | 0        |          |          |
| 2014–15      | Pittsburgh Penguins            | NHL          | 2  | 0             | 0             | 0             | 0             | —             | — | —        | —        | —        |          |          |
| 2015–16      | Wilkes-Barre/Scranton Penguins | AHL          | 43 | 5             | 8             | 13            | 29            | —             | — | —        | —        | —        |          |          |
| 2016–17      | Sparta Praha                   | ČHL          | 50 | 7             | 15            | 22            | 24            | 4             | 1 | 0        | 1        | 2        |          |          |
| 2017–18      | Sparta Praha                   | ČHL          | 48 | 3             | 3             | 6             | 64            | 2             | 0 | 0        | 0        | 14       |          |          |
| 2018–19      | Fischtown Pinguins             | DEL          | 22 | 1             | 2             | 3             | 20            | 3             | 0 | 2        | 2        | 2        |          |          |
| 2019–20      | Fischtown Pinguins             | DEL          | 52 | 9             | 7             | 16            | 12            | —             | — | —        | —        | —        |          |          |
| 2020–21      | Fischtown Pinguins             | DEL          | 38 | 8             | 20            | 28            | 14            | 3             | 2 | 0        | 2        | 0        |          |          |
| 2021–22      | Fischtown Pinguins             | DEL          | 54 | 10            | 19            | 29            | 51            | 5             | 1 | 0        | 1        | 0        |          |          |
| 2022–23      | Fischtown Pinguins             | DEL          | 50 | 10            | 10            | 20            | 8             | 8             | 0 | 1        | 1        | 6        |          |          |
| 2023–24      | Fischtown Pinguins             | DEL          | 45 | 3             | 12            | 15            | 18            | 14            | 2 | 1        | 3        | 2        |          |          |
| Celkem v NHL | Celkem v NHL                   | Celkem v NHL | 2  | 0             | 0             | 0             | 0             | —             | — | —        | —        | —        |          |          |

## Reprezentace
| Rok                       | Tým                       | Soutěž                    | Z  | G | A | B | TM |
| ------------------------- | ------------------------- | ------------------------- | -- | - | - | - | -- |
| 2010                      | Česko 18                  | MS-18                     | 6  | 1 | 1 | 2 | 0  |
| 2012                      | Česko 20                  | MSJ                       | 6  | 1 | 2 | 3 | 4  |
| Juniorská kariéra celkově | Juniorská kariéra celkově | Juniorská kariéra celkově | 12 | 2 | 3 | 5 | 4  |